# Élection présidentielle bougainvillaise de 2025
Une élection présidentielle se tiendra à Bougainville, région autonome de Papouasie-Nouvelle-Guinée en transition vers l'indépendance, du 2 au 9 septembre 2025. Des élections législatives ont lieu simultanément.
Le gouvernement sortant du président Ishmael Toroama ayant annoncé le 1er septembre 2027 comme date pour l'indépendance du pays, cette élection doit décider du président qui mènera Bougainville à l'indépendance, si le Parlement de la Papouasie-Nouvelle-Guinée ne s'y oppose pas.

## Contexte
Le scrutin a lieu six ans après le référendum sur l'indépendance de Bougainville qui a vu la population voter à plus de 98 % en faveur de l'indépendance. Le résultat de ce référendum est cependant légalement non contraignant et doit être approuvé ou refusé par le Parlement de Papouasie-Nouvelle-Guinée. 
L'élection présidentielle bougainvillaise de 2020 a vu l'élection d'Ishmael Toroama, l'un des commandants de l'Armée révolutionnaire de Bougainville durant la guerre civile de Bougainville (1988-1998).

## Système électoral
Le président de Bougainville est élu par le biais d'une forme limitée du vote alternatif pour un mandat de cinq ans renouvelable une seule fois. Les candidats doivent être âgé d'au moins quarante ans. Une fois élu, le président nomme un vice président parmi les membres de la Chambre des représentants issus d'une autre région que la sienne,.
Au cours du vote, chaque électeur classe trois candidats par ordre de préférence sur son bulletin de vote en écrivant un chiffre dans la case à côté du nom du candidat : 1 étant sa première préférence, 2 la suivante, et 3 la troisième. Les bulletins de vote comportant moins ou plus de trois préférences sont considérés comme nuls. Lors du dépouillement, les premières préférences sont additionnées pour chacun des candidats. Si l'un d'entre eux obtient la majorité absolue de ces voix, il est élu. Sinon, un deuxième décompte est effectué en éliminant le candidat qui a recueilli le moins de voix, et on répartit les voix de ses électeurs aux candidats marqués par eux en seconde préférence. On compte à nouveau les voix des candidats en additionnant aux premières voix ces voix supplémentaires obtenues lors du deuxième décompte. Si un candidat obtient la majorité absolue des voix, il est élu. Sinon, l'opération est répétée jusqu'à l'obtention d'une majorité absolue, si besoin jusqu'à ce qu'il ne reste que deux candidats en lice, les troisième préférences étant prises en compte si le candidat marqué par l'électeur en second préférence a déjà été éliminé lors d'un décompte précédent,.

## Candidats et campagne
Il y a sept candidats, nettement moins qu'en 2020. Parmi eux, le président sortant Ishmael Toroama et son ancien compagnon d'armes de l'Armée révolutionnaire de Bougainville Sam Kauona. Joe Lera (en), ancien ministre des Affaires de Bougainville dans le gouvernement de Papouasie-Nouvelle-Guinée (2016-2020), se représente également.